# Mutual of America
Mutual of America Financial Group — взаимная страховая компания США, специализируется на пенсионном страховании. Штаб-квартира на Парк-Авеню в Нью-Йорке. В 2020 году занимала 782-е место среди крупнейших компаний США.

## История
Компания основана в 1945 году для пенсионного страхования сотрудников некоммерческих организаций. В 1992 году компания купила 34-этажное здание 320, Парк-Авеню, в котором до 1990 года располагалась штаб-квартира ITT Corporation.

## Деятельность
Из выручки 1,52 млрд долларов в 2020 году на страховые премии пришлось 1,09 млрд долларов, на инвестиционный доход — 300 млн. Страховые выплаты составили 2,43 млрд (из них 1,17 млрд покрыто за счёт страховых резервов). Активы на конец года составили 25,9 млрд, из них 8,5 млрд пришлось на инвестиции в облигации.
Основные дочерние компании на 2020 год:
- Mutual of America Securities LLC
- Mutual of America Capital Management LLC
- 320 Park Analytics LLC
- Mutual of America Insurance Agency LLC